# Perognathus flavus
Perognathus flavus — вид гризунів родини Heteromyidae. Він зустрічається в північній і центральній частині Мексики і південно-західному регіоні Сполучених Штатів. Харчується насінням, соковитими частинами рослин і горіхами, їжу тваринка носить у своїх защічних мішечках. Живе в низьких низах долин із м'яким ґрунтом, серед бур'янів і чагарників, де заривається в пісок, щоб зарити сховища насіння. Вид більш терпимий до суворих умов існування, ніж інші кишенькові миші.

## Характеристики
М'яке хутро світло-коричневе на верхній частині тіла і біле на животі. Довжина тіла 10–12 см, хвоста 4–6 см. На лапках має густі подушечки м’якого волосся, які запобігають опікам і дозволяють краще пересуватися по м’якому піску пустелі. Для пересування вона використовує всі 4 лапи або лише задні лапи. Товсті защічні мішечки використовуються для транспортування їжі.